# مارسینهو (بازیکن فوتبال، زاده ۱۹۸۱)
مارسیو میراندا فریتاس روخا دا سیلوا (به پرتغالی: Márcio Miranda Freitas Rocha da Silva) مهاجم، هافبک اهل برزیل است که در شهر کمپیناس و در تاریخ ۲۰ مارس ۱۹۸۱ به دنیا آمده‌است.
مارسیو میراندا فریتاس روخا دا سیلوا در تیم‌های فوتبال Paulista سابقهٔ حضور دارد.